# 63-й стрелковый корпус (1-го формирования)
63-й стрелковый корпус (1-го формирования) — общевойсковое тактическое формирование (соединение, стрелковый корпус) РККА Вооружённых Сил Союза ССР начальнгого периода Великой Отечественной войны.

## Боевой путь
63-й стрелковый корпус, дислоцировался в Приволжском военном округе.
В июне 1941 года. в связи с ожидающейся агрессией против Союза ССР, корпус был срочно направлен на пополнение войск Белорусского военного округа. Война застала корпус в пути, во время передислокации.
21 июня 1941 года первые эшелоны корпуса стали прибывать к месту разгрузки на станции Добруш и Ново-Белица. Последующие эшелоны подходили чрезвычайно разрозненно, до первых чисел июля на различные станции вблизи Гомеля.
Рано утром 22 июня фашисты бомбили Гомель, направляя главные усилия на разрушение мостов через реку Сож.
Командованием корпуса был получен первый приказ, который гласил о том, что 63-й стрелковый корпус вошёл в состав 21-я армии РККА. Его задача — развернуться на восточном берегу Днепра на фронте Гадиловичи — Рогачёв — Жлобин — Стрешин, сосредоточивая основные усилия на правом фланге, с целью отбросить немецко-фашистские войска в случае попытки их переправиться через Днепр. Готовность обороны — 16.00, 3 июля 1941 года.
27 июня 1941 года, в то время когда передовые танковые подразделения противника уже ворвались в Бобруйск, передовые части 63-го стрелкового корпуса стали занимать оборону по восточному берегу Днепра. Протяжённость фронта обороны корпуса составляла свыше 70 км вместо 16 — 24 км, предусматривавшихся нормативами наших предвоенных уставов. Кроме того, поскольку 102-я стрелковая дивизия 67-го стрелкового корпуса (сосед справа) запаздывала с выходом и занятием указанного ей рубежа обороны, последовало дополнительное распоряжение — впредь до подхода этой дивизии оборонять участок по восточному берегу Днепра на фронте Шапчицы — Гадиловичи.
Ряд частей корпуса, например все полки 53-й стрелковой дивизии, кроме 110-го стрелкового и 36-го артиллерийского, ещё не доезжая Гомеля, были повёрнуты на север, в район Орши.
29 июня 1941 года 53-я стрелковая дивизия была разгружена на станции Орша и развёрнута южнее Смоленска в районе Рославля. 110-й стрелковый полк дивизии остался в районе Гомеля и затем действовал на другом операционном направлении в составе 21-й армии.
3 июля 1941 года 53-я стрелковая дивизия начала занимать оборону по реке Днепр между Шкловом и Копысью, имея всего 6 477 человек личного состава, на рубеже Новые Стойки — Плешицы.
5 июля 1941 года в 13 часов после артиллерийского обстрела и ударов авиации противнику удалось форсировать Днепр северо-восточнее Рогачёва, в районе деревни Зборово у излучины реки, которая далеко вдаётся на север. Гитлеровцы начали продвигаться на восток по направлению к Гадиловичам. По приказанию командира корпуса, прибывшего на командный пункт правофланговой 61-й стрелковой дивизии и возглавившего руководство боем, к месту прорыва были подтянуты 520-й и 221-й стрелковые полки.
6 июля 1941 года 53-я стрелковая дивизия передовыми отрядами вступает в первые боевые столкновения с противником. Согласно приказу командующего Западным фронтом от 7 июля 1941 года дивизия была включена в 13-ю армию в состав 61-го стрелкового корпуса (вместе с 110-й и 172-й дивизиями) и получила задачу закрепиться на рубеже Копысь — Шклов. Штаб 13-й армии расположился в городе Могилёв.
Хотя 63-й стрелковый корпус успешно оборонял порученный ему рубеж, общее положение на смоленском направлении ухудшалось.
10 июля 1941 года враг форсировал Западную Двину и Днепр и начал развивать наступление на Смоленск.
Командующий войсками Западного фронта 12 июля 1941 года приказал войскам 22, 19 и 20-й армий совместными действиями уничтожить прорвавшегося противника и овладеть городом Витебск.
Войскам 21-й армии ставилась задача силами 63-го и 66-го стрелковых корпусов нанести концентрические удары на Бобруйск, а 67-м стрелковым корпусом наступать на север от Шапчицы вдоль западного берега Днепра с целью ликвидации прорвавшейся группировки противника на восточный берег Днепра в районе Быхова. Начало наступления — 8.00 13 июля.
Немецкие войска захватили Паричи в начале июля 1941 года, Паричиский и Речицкий истребительные отряды вместе с подразделениями Красной Армии 12 июля 1941 года выбили врага и удерживали посёлок до конца июля.

### Наступление на Бобруйск 13—17 июля 1941 года
Основную ударную силу советской 21-й армии составил 63-й стрелковый корпус (3 стрелковые дивизии) под командованием комкора Л. Г. Петровского. В первый же день наступления, отбросив немецкую 1-ю кавалерийскую дивизию, советские войска форсировали Днепр и заняли Жлобин и Рогачёв. Вспомогательный удар наносил 66-й стрелковый корпус (1-я стрелковая дивизия), который форсировал Днепр в районе Стрешина, продвинулся по болотистой местности на 80 км и занял Паричи, взяв под контроль переправу через Березину.
Позже немецкий плацдарм в районе Старого Быхова атаковал советский 67-й стрелковый корпус.
Немецкое командование в срочном порядке начало переброску в район советского наступления пехотных частей: против советского 63-го стрелкового корпуса были двинуты две пехотные дивизии немецкого 53-го армейского корпуса, а против 66-го стрелкового корпуса — части 43-го армейского корпуса. Общее руководство немецкими войсками на южном фланге группы армий «Центр» принял штаб 2-й полевой армии (командующий — генерал-полковник М. фон Вейхс).
Советские и немецкие войска действовали во встречных направлениях.
Шедшая из резерва Главного командования сухопутных войск Германии в район Могилёва 52-я пехотная дивизия Вермахта (командир — генерал-майор Л. Рендулич) 16 июля нанесла контрудар из района Озераны вдоль западного берега реки Друть. Советское наступление на Бобруйск приостановилось. Немецкий 43-й армейский корпус выбил советские войска из Паричи и вскоре очистил весь Паричский район. Против 67-го стрелкового корпуса в районе Старого Быхова выдвинулся немецкий 12-й армейский корпус.
17 июля советское наступление захлебнулось, 63-й стрелковый корпус был оттеснён к Днепру, но сохранил за собой Жлобин и Рогачёв. Тем временем немецкий 24-й моторизованный корпус прорвался уже к Кричеву. Подготовленный для развития наступления на Бобруйск советский 25-й механизированный корпус был переброшен в район немецкого прорыва на Кричевское направление.
18 июля 117-я стрелковая дивизия и 110-й полк 53-й дивизии обороняются в окружении на восточном берегу Днепра. Данных о других частях 13-й армии нет из-за отсутствия связи, 110-й полк 53-й дивизии перечисляется в журнале боевых действий уже в составе 21-й армии.
21 июля 110-й полк 53-й дивизии в составе 63-го стрелкового корпуса Рогачёвско-Жлобинской группы 21-й армии занимает оборону на рубеже Озераны—Тихничи—Стреньки—Казимиров, отражая атаки трёх пехотных дивизий 53-го армейского корпуса вермахта.
24 июля 110-й полк 53-й дивизии имеет задачу разгромить противника в районе Большое Возмище (у деревни Гаврики, Смоленская область).

## Командование корпуса
Командир корпуса:
- Сергацков, Василий Фадеевич (15 сентября 1939 — ноябрь 1940), комбриг, комдив, генерал-майор[4];
- Петровский, Леонид Григорьевич (ноябрь 1940 — 17 августа 1941), генерал-майор, генерал-лейтенант

## Состав

### Боевой состав на1 июня1941 года
- управление
- 53-я стрелковая дивизия

### Боевой состав на1 июля1941 года
- управление
- 61-я стрелковая дивизия
- 117-я стрелковая дивизия
- 167-я стрелковая дивизия
- отдельные корпусные части
- 387-й и 503-й гаубичные артиллерийские полки
- 318-й гаубичный артиллерийский полк большой мощности РВГК, под командованием полковника Г. Кулешова

### Боевой состав на10 июля1941 года
- управление
- 61-я стрелковая дивизия
- 154-я стрелковая дивизия
- 167-я стрелковая дивизия
- 5 артполков.

### Боевой состав на1 августа1941 года
- управление
- 61-я стрелковая дивизия
- 154-я стрелковая дивизия
- 167-я стрелковая дивизия